# Арбітман Емілій Миколайович
Емілій Миколайович Арбітман (6 серпня 1930 , Харків  — 15 квітня 2002 , Саратов ) — радянський та російський історик мистецтва, художній критик й організатор музейної науки Саратова.

## Життєпис
Народився 1930 року в селі Гранів Гайсинського району Вінницької області Української РСР. Середню школу закінчив у Гайсині. Після закінчення Харківського юридичного інституту працював учителем історії у сільській школі в Україні. Улітку 1956 року за сімейними обставинами переїхав улітку до Саратова. Навчався заочно на історичному факультеті Саратовського університету. Захистив дипломний твір «Художники НДР» (1960).
Працював у Саратовському державному художньому музеї імені О. М. Радищева, науковим співробітником (з 1956), заступником директора з наукової роботи (1964—1980). Викладав історію образотворчого мистецтва на історичному факультеті Саратовського державного університету та у Саратовській консерваторії. Кандидат мистецтвознавства, член Спілки художників Росії, член АІС.
Коло наукових інтересів: історія російського мистецтва XIX та XX століть. Мистецтво Саратова XX століття, вітчизняне та закордонне мистецтво тоталітарної епохи, теоретичні проблеми мистецтва.

## Нагороди
1967 року був нагороджений медаллю за трудову відзнаку.

## Родина
Син — Роман Емілійович Арбітман, письменник, літературний критик.